# Tum Teav
Tum Teav (en khmer : ទុំទាវ) est une tragédie romantique cambodgienne du milieu du dix-neuvième siècle. Adapté d'un poème, il est considéré comme le « Roméo et Juliette cambodgien ». Depuis les années 1950, il est étudié à l'école secondaire au Cambodge.  
Bien que sa première traduction en français ait été effectuée par Étienne Aymonier en 1880, Tum Teav gagna en popularité à l'étranger lorsque l'écrivain George Chigas traduisit la version littéraire de 1915 du moine bouddhiste Preah Botumthera Som ou, Som  un des écrivains de langue khmère les mieux reconnus. 

## Résumé
Cette œuvre traite de la rencontre amoureuse entre un moine bouddhiste novice ayant du talent en musique nommé Tum et d'une jeune femme nommée Teav. Au cours de ses voyages depuis Ba Phnum, province de Prey Veng, vers la province de Tbaung Khmum, où il vend des contenants de riz en bambou pour sa pagode, Tum s'éprend de Teav, une belle jeune femme attirée par son chant. Cet amour est réciproque et Teav offre à Tum du bétel et une couverture comme signe de son affection. À son retour dans sa province natale, Tum est consumé par le désir ardent de Teav et retourne bientôt à Tbaung Khmum. Peu de temps après, étant recruté par le roi Rama pour chanter au palais royal, il doit à nouveau quitter Teav.
La mère de Teav, qui ignore cet amour, a accepté de la marier au fils d'Archoun, puissant gouverneur de la province. Ses projets sont toutefois interrompus quand des messagers de Rama, impressionnés par la beauté de Teav, insistent pour qu'elle épouse le roi cambodgien à la place. Archoun accepte d'annuler l'arrangement de mariage de son fils et Teav est amenée au palais. Quand Tum voit que Teav doit épouser le roi, il chante hardiment des paroles amoureuses envers elle. Rama surmonte sa colère initiale et accepte de permettre au jeune couple de se marier.
Archoun, accablé de colère, ordonne à ses gardes de tuer Tum, qui est battu à mort sous un arbre de la Bodhi. Teav se tranche la gorge de désespoir et s'effondre sur le corps de Tum. Lorsque Rama apprend le meurtre, il descend au palais d'Archoun. Ne tenant pas compte des demandes de miséricorde du gouverneur, il maudit la descendance d'Archoun sur sept générations : ils sont condamnés à être enterrés jusqu'au cou dans un champ, et décapités. 

## Analyse et adaptations
Pich Tum Krovil interprète Tum en 1960, rôle qui le rend célèbre. Après la chute des Khmers rouges, il contribue à repopulariser la pièce . 
L'érudition critique analysant Tum Teav est diversifiée. Tum Teav est le texte archétypal d'un article de 1998, "A Head for an Eye: Revenge in the Cambodian Genocide,"  d'Alexander Laban Hinton qui tente de comprendre les motivations anthropologiques de l'ampleur de la violence perpétrée par les Khmers rouges. L'auteur lit dans Tum Teav un modèle culturel de karsângsoek, ou « vengeance disproportionnée ». Le meurtre de Tum par Ârchoun, un coup porté à l'autorité du Roi se traduit par le génocide de la lignée d'Ârchoun : « une tête pour un œil ».
En 2000, la société de production musicale Rasmey Hang Meas adapte l'histoire en une comédie musicale karaoké intégrale sur DVD. 
En 2003, ce récit est adapté en un film réalisé par Fay Sam Ang.
En 2021, une version mise à jour du Tum Teav fut téléchargée sur YouTube : jugée irrespectueuse envers les moines bouddhistes et la tradition, elle fit scandale et les producteurs s'excusèrent en public .  